# Turceni
Turceni város Gorj megyében, Olténiában, Romániában.

## Fekvése
A megye déli részén helyezkedik el, 60 km-re a megyeszékhelytől Târgu Jiutól.

## Látnivalók
- A Szent Háromság kolostora

## Gazdaság
A városhoz tartozik a Turceni hőerőmű és egy vízerőmű. Jelentős a város bányaipara és a mezőgazdasága.

## Külső hivatkozások
- A városról